# Friuli Isonzo Moscato giallo
Il Friuli Isonzo Moscato giallo è un vino DOC la cui produzione è consentita nella provincia di Gorizia.

## Caratteristiche organolettiche
- colore: caratteristico giallo paglierino
- odore: tipico ed aromatico caratteristico
- sapore: aromatico amabile armonico tranquillo

## Produzione
Provincia, stagione, volume in ettolitri
- Gorizia  (1996/97)  502,66